# Hyliidae
Hyliidae — родина горобцеподібних птахів. Містить 2 види.

## Таксономія
Представників родини спершу відносили до кропив'янкових (Sylviidae), потім до родини Cettiidae.

## Поширення
Представники родини поширені у Західній і Центральній Африці.

## Роди
- Покривець[1] (Hylia)
- Ремез-гилія[1] (Pholidornis)